# Rivière Kegaska
Pour les articles homonymes, voir Kegaska.
La Rivière Kegaska est une rivière à saumon affluent de la rive nord du Golfe du Saint-Laurent. Elle coule dans le territoire non organisé de Petit-Mécatina, dans la municipalité régionale de comté (MRC) de Le Golfe-du-Saint-Laurent, dans la région administrative de la Côte-Nord, dans la province de Québec, Canada.

## Emplacement
La rivière coule du nord au sud sur presque 100 km entre la rivière Natashquan à l'ouest et la rivière Musquaro à l'est. La rivière coule sur environ 80 km à travers les collines, puis serpente à travers les basses terres marécageuses avant de se jeter dans le golfe du Saint-Laurent.
Il y a plusieurs rapides et cascades. Dans la section en aval, il traverse le lac Kegaska, long de 12 km et couvrant 26 km2. Il serpente ensuite dans les marais de la plaine côtière.
L'embouchure de la rivière se trouve dans le territoire non organisé de Petit-Mécatina dans la municipalité régionale de comté du Golfe-du-Saint-Laurent.
Natashquan est à environ 30 km à l'ouest de l'embouchure de la rivière.
La municipalité de Côte-Nord-du-Golfe-du-Saint-Laurent et le port de Kegaska sont 5 km plus à l'est à l'autre extrémité de la baie de Kagaska. Les plages de sable sont connues pour être une zone d'observation des oiseaux et des mammifères marins et de cueillette de palourdes.
Début 2009, un nouveau pont en acier d'une longueur de 36 m a été construit au-dessus de la rivière.
Il était nécessaire de transporter des machines pour la construction d'un tronçon de presque 30 km de la route 138 entre Kegaska et la rivière Natashquan.

## Nom
Les Innu appellent la baie de Kagaska «Tshekahkat» et appellent la rivière «Tshehkahkau Hipu».
Il pourrait s'agir de variantes du mot «tshakashekau» qui signifie «escarpement rocheux avec une pente raide à son sommet».
Le Père Arnaud dit que Kegasta signifie "baie de chaque côté de la pointe".
Eugène Rouillard, dans «Noms géographiques de la province de Québec et des Provinces Maritimes empruntés aux langues sauvages» (1906), dit que cela signifie «une péninsule».
Une autre source dit que «kegaska» vient du mot innu «quegasca» qui signifie «un raccourci ou un passage facile à marée haute entre le continent et les îles».

## Description
Selon le Dictionnaire des rivières et lacs de la province de Québec (1914),
« Situé sur la côte nord du Saint-Laurent, à 21 milles à l'est du grand fleuve Natashquan et à 498 milles à l'est de Québec, dans le canton de Kégaska. Il forme une magnifique baie qui offre un excellent port pour les petits navires. Une partie de cette baie est occupée par des familles de pêcheurs. Il y a de bonnes chutes d'eau sur cette rivière. L'arpenteur G. Leclerc (1910) considère cette rivière comme l'une des meilleures zones de chasse. Les canards eiders, les canards noirs, les outardes et les oies sauvages font leur nid ici. Il y a aussi des oiseaux de mer en assez grand nombre. La rivière regorge également de poissons. Le saumon ici est petit, dépassant rarement dix livres, et n'est jamais pris sur la ligne. Il y a aussi une grande quantité de truites, et quiconque les pêche, selon le géomètre géomètre. Leclerc, peut en attraper plus de 150 en une journée. »

## Bassin
Le bassin hydrographique couvre 721 km2. Il se situe entre les bassins de la rivière Natashquan et de la rivière Musquaro. Il couvre une partie du territoire non organisé de Petit-Mécatina et une partie de la municipalité de Côte-Nord-du-Golfe-du-Saint-Laurent. Une partie du bassin se trouve dans la réserve de biodiversité projetée de la vallée de la rivière Natashquan.
Une carte des régions écologiques du Québec montre la rivière dans les sous-régions 6n-T et 6m-T du sous-domaine est épicéa/mousse[Quoi ?].
Le long de la rivière, la végétation est clairsemée en raison du climat rigoureux et des vents forts, et dans certaines régions, le substrat rocheux de gneiss et de granit est exposé.

## Utilisation humaine
Dans le passé, les Innus utilisaient la rivière Kégaska comme couloir de transport, puis comme route commerciale pendant la période de la traite des fourrures.
En 1702, Augustin Le Gardeur de Courtemanche obtient une concession de chasse et de pêche s'étendant de la rivière Kegaska à la rivière Kessessakiou. L'huile de phoque et de baleine était très recherchée pendant cette période pour l'éclairage.
En 1831, la Compagnie de la Baie d'Hudson occupait un poste de pêche et de commerce du saumon à l'embouchure de la rivière.
La rivière Kegaska offre un excellent habitat pour le saumon de l'Atlantique, qui peut utiliser 100 km de la rivière et des affluents.
La pêche sportive en bateau ou à gué est pratiquée sur les 13 km les plus bas dans quatre bassins influencés par les marées. Le poids moyen des saumons capturés est de 2,5 à4 kg.
Le Leslie Foreman Fishing Club, du nom d'une famille de la Nouvelle-Écosse qui s'y est installée en 1855, détient les droits de pêche exclusifs sur la partie de la rivière jusqu'au lac Kegaska, qui se trouve à environ 30 km de l'estuaire.
Les premières cabanes de la pourvoirie Leslie Foreman se trouvent à l'embouchure de la rivière.
La pourvoirie possède également une cabane 17 km au nord-ouest de Côte-Nord-du-Golfe-du-Saint-Laurent près du lac Kegaska.
Cette cabine pouvait être atteinte par bateau, mais de nombreux portages seraient nécessaires.
Il est plus facile d'atteindre le lac en hydravion.